# Марущин Юрій Віталійович
Марущин Юрій Віталійович  (8 листопада 1987,  Бубнівка  Волочиського району Хмельницької області) — державний службовець, посадова особа  місцевого самоврядування, науковець , викладач, кандидат наук з державного управління. 5 ранг  державного службовця. 7 ранг  посадової особи  місцевого самоврядування.
Голова  Волочиської районної  державної адміністрації  Хмельницької області з лютого 2020 р. по березень 2021 р.

## Освіта
повна загальна середня, закінчив у 2005 році  Волочиську загальноосвітню школу І-ІІІ ступенів № 1 (атестат з відзнакою, нагороджений срібною медаллю "За досягнення у навчанні").
базова вища, закінчив у 2009 році Хмельницький університет управління та права за напрямом підготовки "Менеджмент" та здобув кваліфікацію бакалавра з менеджменту.
повна вища, закінчив у 2010 р. Хмельницький університет управління та права за спеціальністю «Менеджмент організацій» та здобув кваліфікацію менеджера-економіста.
повна вища, закінчив у 2013 р. Хмельницький університет управління та права за спеціальністю «Адміністративний менеджмент» та здобув кваліфікацію менеджера (управителя) з адміністративної
діяльності (диплом з відзнакою).
У 2022 році захистив дисертацію за спеціальністю "Механізми державного управління" та здобув науковий ступінь  кандидата наук з державного управління. Тема дисертації: "Механізми державного регулювання підтримки та розвитку об’єднаних територіальних громад в Україні".

## Кар'єра
07.2005 – 06.2010 — студент  Хмельницького університету управління та права
10.2010 – 07.2011 — строкова військова служба, командир відділення, молодший сержант 
01.2012 – 01.2014 — Завідувач сектору усиновлення, опіки та піклування служби у справах дітей Волочиської районної державної адміністрації
01.2014 – 08.2014 — Головний спеціаліст по роботі з кадрами відділу організаційно-кадрової роботи апарату Волочиської районної державної адміністрації   
08.2014 – 05.2015 — Завідувач сектору інформаційної діяльності апарату Волочиської районної державної адміністрації    
05.2015 – 09.2015 — Начальник відділу економічного розвитку і торгівлі Волочиської районної державної адміністрації    
09.2015 – 12.2015 — Начальник відділу економічного розвитку, промисловості та інфраструктури Волочиської районної державної адміністрації    
12.2015 – 02.2020 — Начальник управління агропромислового, економічного розвитку та інфраструктури Волочиської  районної державної адміністрації
02.2020 – 03.2021 — Голова Волочиської районної державної адміністрації Хмельницької області   
03.2021 – 03.2021 — Радник голови Хмельницької обласної ради
03.2021 – 05.2021 — Начальник відділу організаційного та кадрового забезпечення виконавчого апарату Хмельницької обласної ради
06.2021 – до ц.ч. — Заступник керуючого справами виконавчого апарату Хмельницької обласної ради  
09.2022 - 09.2024 - старший викладач кафедри публічного управління та адміністрування Хмельницького університету управління та права імені Леоніда Юзькова (за сумісництвом) 
09.2024 - до ц.ч. - доцент кафедри публічного управління та адміністрування Хмельницького університету управління та права імені Леоніда Юзькова (за сумісництвом)

## Громадсько-політична діяльність
01.2013 – 12.2016 – голова Волочиської районної організації Спілки молодих державних службовців Хмельниччини.  
01.2013 – 12.2016 – заступник голови громадської ради при Волочиській районній державній адміністрації.
01.2018 - до ц.ч. - член  Українського товариства мисливців і рибалок (УТМР)
07.2022 - до ц.ч. - заступник голови первинної організації професійної спілки працівників виконавчого апарату  Хмельницької обласної ради

## Додаткові відомості
У червні 2017 р. – переможець обласного етапу щорічного Всеукраїнського конкурсу «Кращий державний службовець» в номінації «Кращий керівник» серед районних державних адміністрацій  
Відзначений Спільними Грамотою (2013, 2017) та Почесною грамотою (2012) Волочиської райдержадміністрації та Волочиської районної ради, Почесною Грамотою (2015) та Подякою (2018) Волочиської міської ради, Грамотою Війтовецької селищної ради (2017), Грамотою Наркевицької селищної ради (2017), Грамотою Волочиської районної профспілкової організації працівників державних установ України (2012, 2015, 2016), Грамотою (2017) та Подякою (2017) Департаменту агропромислового розвитку Хмельницької обласної державної адміністрації, Грамотою Департаменту економічного розвитку, промисловості та інфраструктури Хмельницької обласної державної адміністрації (2017), Почесною Грамотою (2017) та Подякою (2014) Хмельницької обласної державної адміністрації, Грамотою Хмельницької обласної ради (2018), Грамотою Представництва Фонду Цивільних Досліджень та розвитку США, CRDF Global в Україні (2021), Відзнакою Хмельницької обласної ради з врученням нагрудного знаку "За відданість державі та особистий внесок у наближення Перемоги" (2023), Грамотою Кам'янець-Подільської районної ради (2023), Подякою Хмельницької обласної ради (2024).
Автор та співавтор 24 наукових праць (статей, тез). Сфера наукових інтересів: Державне та регіональне управління; Управління регіональним (місцевим) розвитком.